# Oasis antártico

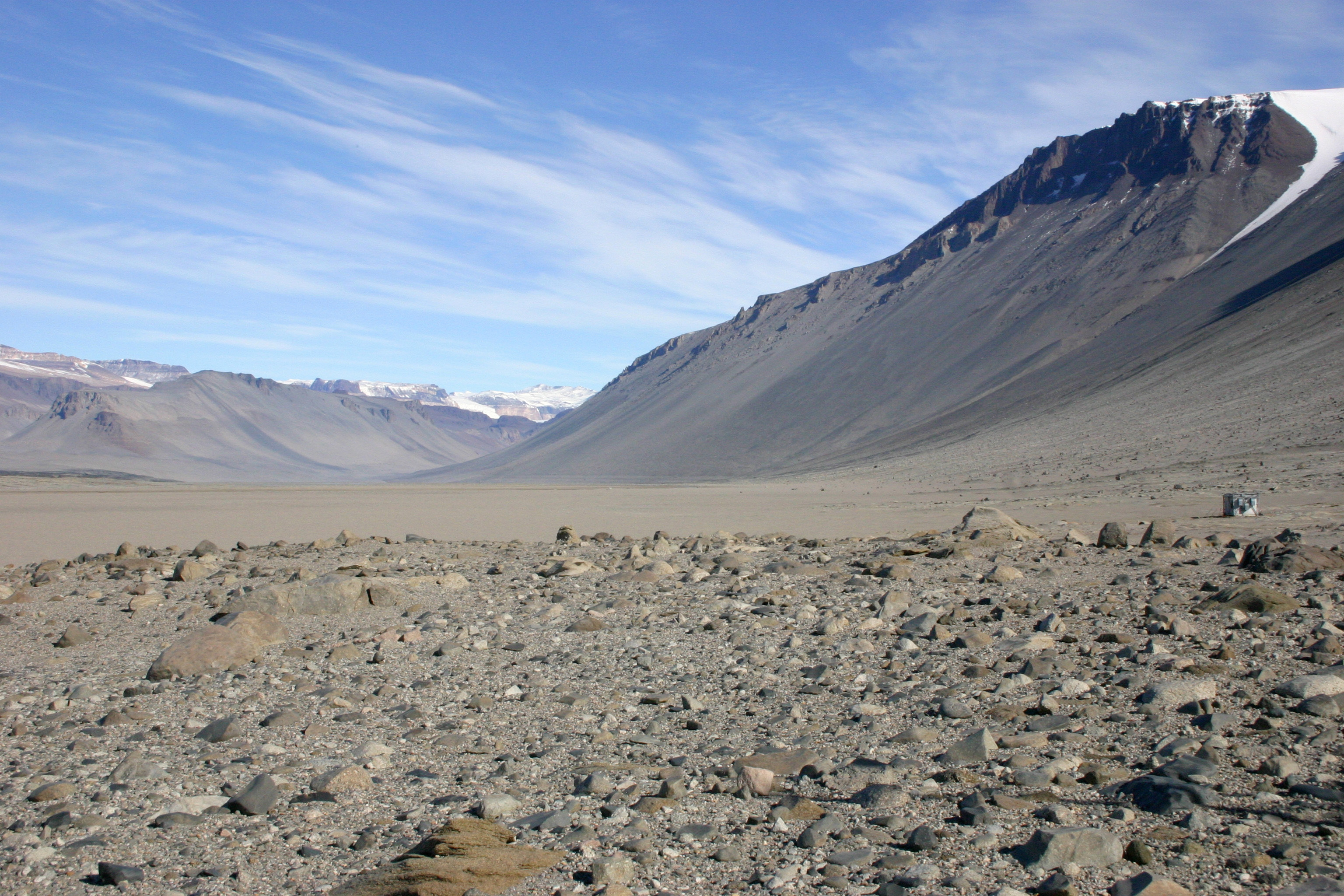
Valle de Wright, valles secos de McMurdo

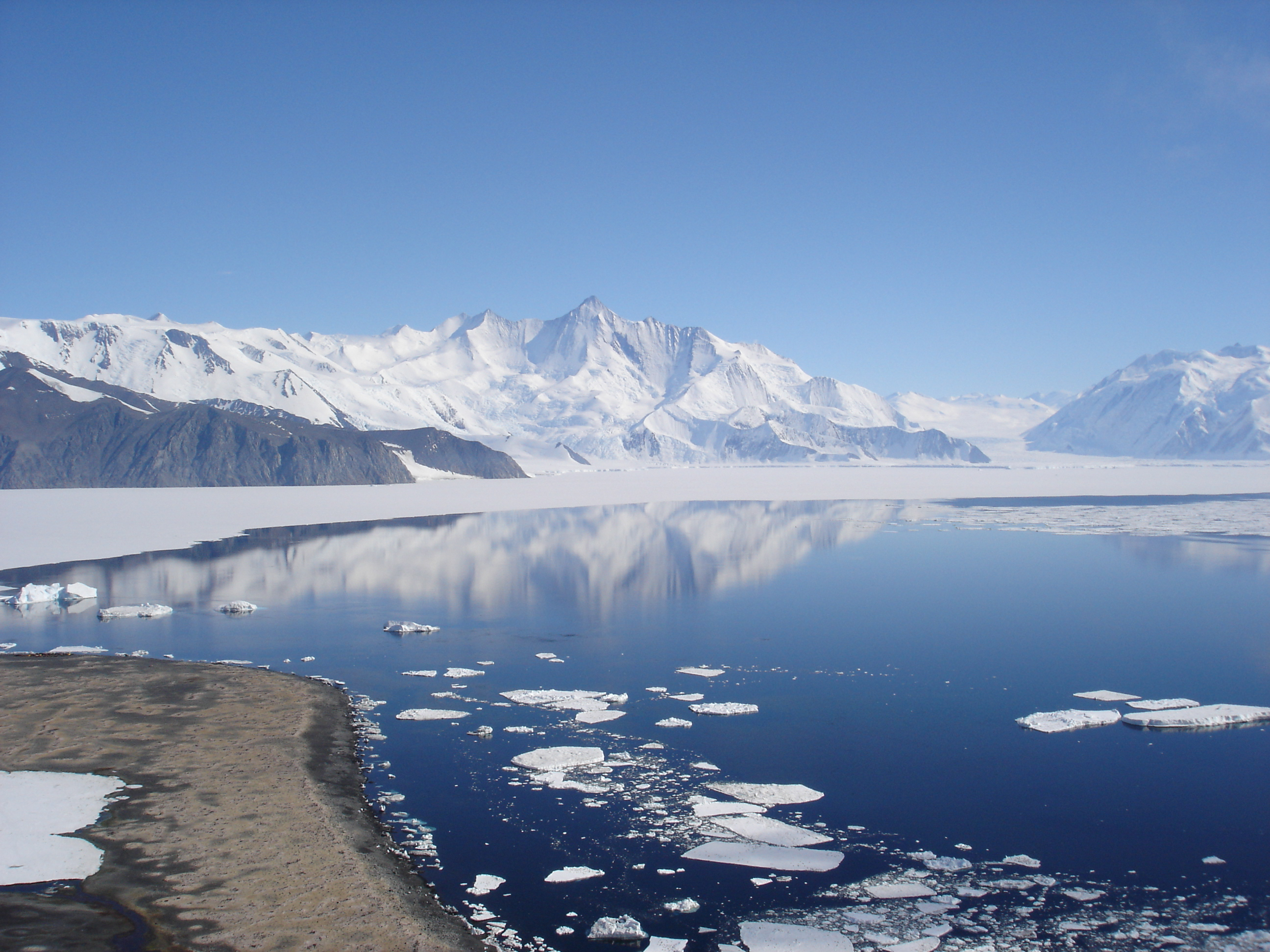
Cabo Hallett, Tierra de Victoria

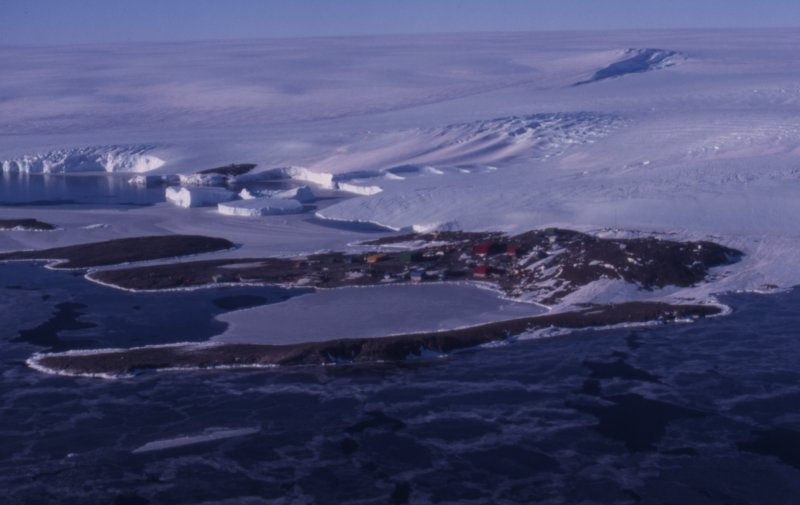
Bahía Holme, Tierra de Mac. Robertson

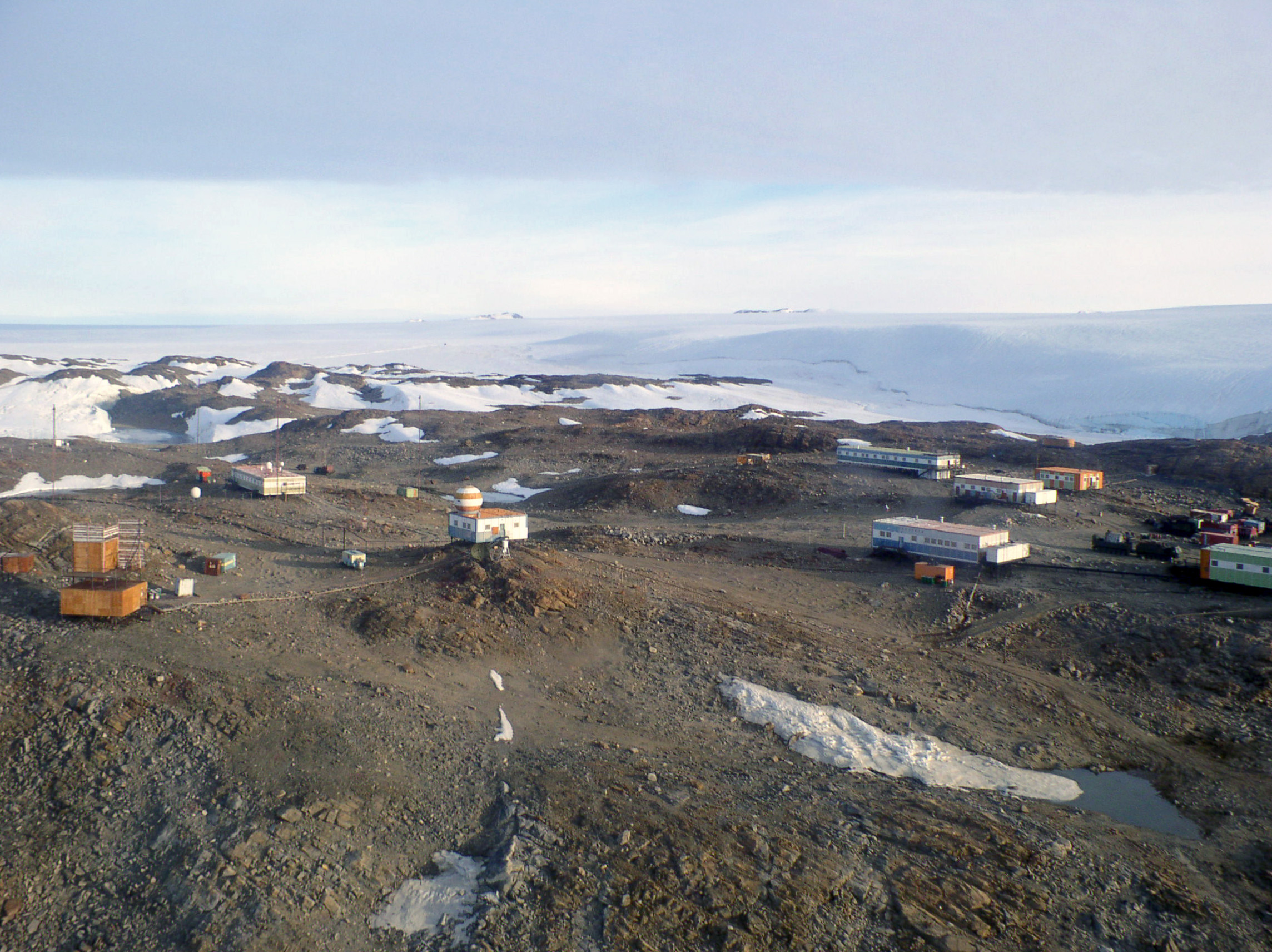
Oasis de Schirmacher, Costa de la Princesa Astrid

Un oasis antártico es una sección libre de nieve y hielo de forma natural, de la zona costera de la Antártida, con un área entre decenas y varios miles de kilómetros cuadrados, que se caracteriza por un clima local en gran medida determinado por la capa de hielo circundante y la existencia de agua no congelada (generalmente en forma de un sistema de corrientes estacionales y lagos no congelantes); tienen suelos primitivos de estructura criogénica y biota. Según diversas estimaciones, del 0,03% al 0,3% del área continente.
No todas las áreas libres de hielo de la Antártida pueden llamarse oasis antártico. Las cadenas montañosas, los nunatak y las islas que no están separadas del mar abierto por la plataforma de hielo no se consideran oasis antárticos. El motivo es que en los dos primeros casos la principal diferencia con el territorio circundante es solo la ausencia de cobertura de hielo, y en el último, el microclima es significativamente menos determinado por el mar circundante.
Los oasis antárticos, debido a su ubicación predominante en la zona costera del continente, no solo son los más convenientes para la construcción de estaciones científicas, sino que son interesantes por permitir obtener una cantidad significativa de material científico único en el corto plazo del trabajo.

## Origen del término
La comparación de las áreas de glaciares libres de hielo de la Antártida, que se distingue entre vastos espacios glaciales, con oasis se encuentra por primera vez en la publicación de F. Cook, miembro de la expedición antártica belga de 1897-1899. Se descubrieron sitios de tierra antártica no cubiertos de hielo inmediatamente después de los primeros desembarcos en tierra firme. Incluso a principios del siglo XX, las expediciones de R. Scott, E. Shelkton, O. Nordskjold descubrieron vastos espacios rocosos, aunque no los llamaron oasis.
En 1938 por A. Stefansson, miembro de una expedición a la Península Antártica. Stefansson escribió: “Parece que de repente entramos en un oasis, porque en lugar de las masas habituales de hielo y nieve con afloramientos de rocas separadas, descubrieron aquí que hay vastos valles en las rocas y la nieve es apenas visible. Si no fuera por la falta de agua en los valles, el paisaje se habría parecido exactamente al sur de Gales”.
En 1947, un piloto estadounidense Banger, volando sobre la Tierra de la Reina María, notó numerosas colinas marrones y brillantes lagos azul verdosos debajo. El avión de Banger aterrizó en uno de los lagos. A los pilotos les pareció (no había termómetro, y los miembros de la tripulación bajaron las manos en el lago) que el agua aquí era mucho más cálida que en el mar. Era "un oasis vivo en medio de un desierto muerto". El descubrimiento se informó con un considerable grado de sensacionalismo. A esta región posteriormente se la llama colinas Banger o oasis Banger. Después de la aparición de artículos científicos sobre la apertura del oasis de Bange, ( Byrd, 1947 ; Nutt, 1948) la palabra "oasis" comenzó a usarse como un término en la literatura científica. El término oasis antárticos se obtuvo durante el IGY 1957-1958.
En la actualidad, en publicaciones científicas hay inconsistencias y discrepancias en qué áreas libres de glaciares de la Antártida pueden llamarse oasis, y cuáles no lo son.

## Concepto
Cuando se habla del oasis antártico, se refieren no solo a rocas desnudas rodeadas de hielo. Se entiende como todo el complejo conjunto de procesos y fenómenos. Casi todas las características naturales de los oasis son periglaciales, porque se formaron bajo la enorme influencia de la glaciación. En los oasis, se forma un clima subglacial, se desarrollan procesos subglaciales especiales de meteorización de rocas y se forman lagos subglaciales específicos. La vegetación y la fauna se adaptan a las condiciones subglaciales.

## Geología
En la Antártida existen, además de las cumbres montañosas y nunataks, otras zonas naturales libres de nieve y hielo, a menudo denominadas "oasis antárticos" o "valles secos". Estas zonas están rodeadas por la capa de hielo antártico o en zonas costeras situadas entre la capa de hielo y las plataformas de hielo antárticas.
Los oasis antárticos y los valles secos se desarrollan en áreas con patrones climáticos y geográficos regionales particulares. Estas áreas tienen muy baja humedad y precipitaciones. Aunque estas zonas son muy frías, el suelo absorbe suficiente energía solar para derretir la poca nieve que cae, o bien es arrastrada o sublimada por los vientos catabáticos, dejando la roca subyacente expuesta.
A pesar de la aridez generalmente extrema, algunas plantas, en forma de briofitos y líquenes, pueden sobrevivir en los oasis antárticos.

## Geografía
Esparcidos por todo el perímetro de la costa de la Antártida, algunos de los oasis son:
- Oasis de Schirmacher (70°45′S 11°35′E / -70.750, 11.583[1]), cerca de 34 km², Costa de la Princesa Astrid,
- Lago Untersee (71°18′S 13°26′E / -71.300, 13.433[1]), en la  Tierra de la Reina Maud
- Bahía de Lützow-Holm (69°20′S 39°30′E / -69.333, 39.500[1]), unos 481km².[6]
- Colinas Polkanov (67°58′S 44°05′E / -67.967, 44.083[1]), unos 13,3km².[6]
- Oasis Tereshkova (67°57′S 44°33′E / -67.950, 44.550[1]), unos 23 km².[6]
- Oasis de Konovalov (67°45′S 45°45′E / -67.750, 45.750[1]), unos 2 km².[6]
- Colinas de Thala (67°40′S 45°51′E / -67.667, 45.850[1]), unos 20 km².[6]
- Fyfe Hills (67°23′S 49°18′E / -67.383, 49.300[1]), unos 1,2 km².[6]
- Colinas de Howard (67°06′S 51°03′E / -67.100, 51.050[1]), unos 44 km².[6]
- Oasis de Amery (70°36′S 67°25′E / -70.600, 67.417[1])
- Península Jetty (70°36′S 67°25′E / -70.600, 67.417[1])
- Monte Meredith (71°13′S 67°13′E / -71.217, 67.217[1])
- Colinas de Larsemann (69°24′S 76°13′E / -69.400, 76.217[1]), Tierra de la Princesa Isabel, nos 50km².[6]
- Colinas de Vestfold (68°35′S 78°10′E / -68.583, 78.167[1]), cerca de 420 km², Tierra de la Princesa Isabel.
- Colinas Obruchev (66°34′S 99°50′E / -66.567, 99.833[1])
- Colinas Bunger (66°10′S 101°00′E / -66.167, 101.000[1]), unos 950 km², entre la Tierra de Wilkes y la Tierra de la Reina Maud. Es el más famoso de los oasis antárticos.[1]
- Islas Windmill (66°10′S 110°00′E / -66.167, 110.000[1])
- Cabo Denison (67°00′S 142°40′E / -67.000, 142.667[1])
- Valles secos de McMurdo  (77°31′S 161°50′E / -77.517, 161.833[1]), cerca de 4.900 km², Tierra de Victoria.
- Cabo Burks  (74°46′S 136°52′O / -74.767, -136.867[1])
- Oasis de Ablation  (71°52′S 68°15′O / -71.867, -68.250[1])
- Cabo Hallett (72°19′S 170°16′E / -72.317, 170.267), norte de la Tierra de Victoria.
- Colinas de Stillwell (67°26′S 59°28′E / -67.433, 59.467), unos 96 km², Tierra de Kemp
- Bahía Holme  (69°10′S 37°30′E / -69.167, 37.500), Tierra de Mac. Robertson, Antártida Oriental.